# Пайн-Ридж (Алабама)
Пайн-Ридж (англ. Pine Ridge) — місто (англ. town) в США, в окрузі Декальб штату Алабама. Населення — 263 особи (2020).

## Географія
Пайн-Ридж розташований за координатами 34°26′53″ пн. ш. 85°47′2″ зх. д. / 34.44806° пн. ш. 85.78389° зх. д. (34.447950, -85.784018).  За даними Бюро перепису населення США в 2010 році місто мало площу 3,36 км², з яких 3,36 км² — суходіл та 0,00 км² — водойми.

## Демографія
Згідно з переписом 2010 року, у місті мешкали 282 особи в 104 домогосподарствах у складі 71 родини. Густота населення становила 84 особи/км².  Було 121 помешкання (36/км²).
Расовий склад населення:
| - 87,2 % — білих - 1,8 % — чорних або афроамериканців - 0,4 % — вихідців з тихоокеанських островів - 9,2 % — осіб інших рас |

До двох чи більше рас належало 1,4 %. Частка іспаномовних становила 20,9 % від усіх жителів.
За віковим діапазоном населення розподілялося таким чином: 25,5 % — особи молодші 18 років, 61,7 % — особи у віці 18—64 років, 12,8 % — особи у віці 65 років та старші. Медіана віку мешканця становила 35,8 року. На 100 осіб жіночої статі у місті припадало 89,3 чоловіків;  на 100 жінок у віці від 18 років та старших — 96,3 чоловіків також старших 18 років.
Середній дохід на одне домашнє господарство  становив 29 117 доларів США (медіана — 24 286), а середній дохід на одну сім'ю — 35 654 долари (медіана — 35 000). За межею бідності перебувало 44,7 % осіб, у тому числі 61,9 % дітей у віці до 18 років та 20,0 % осіб у віці 65 років та старших.
Цивільне працевлаштоване населення становило 72 особи. Основні галузі зайнятості: виробництво — 22,2 %, освіта, охорона здоров'я та соціальна допомога — 20,8 %, мистецтво, розваги та відпочинок — 18,1 %.